# کویتکوو
کویتکوو (به چکی: Kvítkov) یک منطقهٔ مسکونی در جمهوری چک است که در ناحیه تشسکا لیپا واقع شده‌است.